# Marie Antoinette Cailleau
Marie Antoinette Cailleau, död 1793, var en fransk tryckare, förläggare och bokhandlare. 
Marie Antoinette Cailleau kom från en familj av bokhandlare: hennes far, André Cailleau, hennes morfar, Charles Huguier, och hennes bror, André-Charles Cailleau, var alla bokhandlare. 28 april 1747, gifte hon sig med Nicolas-Bonaventure Duchesne, som tog över butiken från sina svärföräldrar och gynnade publiceringen av teater och litteratur. 
När Duchesne dog, 4 juli 1765, tog hans änka över och skötte bokhandeln i Temple du Gout, rue Saint-Jacques, i nästan trettio år, 1765-1793. Hon arbetade i samarbete med sin son Jean Nicolas (1757-1845) från 1787.